# Julius Fučík (Komponist)

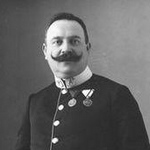
Julius Wilhelm Ernst Fučík

Julius Wilhelm Ernst Fučík (ˈjuːlɪjus ˈfutʃiːk; er selbst bezeichnete sich als Julius Vilém Arnošt Fučik; * 18. Juli 1872 in Prag, Cisleithanien; † 25. September 1916 in Berlin) war ein böhmischer Komponist und Kapellmeister.

## Leben
Julius Fučík studierte in Prag Fagott, Violine und Schlagzeug und nahm nach seinem Musikstudium Kompositionsunterricht bei Antonín Dvořák.
1891 trat er bei der Regimentsmusik des Niederösterreichischen Hausregiments, des k.u.k. Infanterie-Regiments Nr. 49 in Krems an der Donau, in den Militärdienst ein. Bis 1894 spielte er unter dem Militärkapellmeister Josef Franz Wagner. 1895 kehrte er nach Prag zurück und trat dort eine Stelle als zweiter Fagottist am Deutschen Theater an. 1896 stieg er zum Dirigenten des Prager Stadtorchesters und des Danica-Chors in Sisak in Kroatien auf. 1897 wurde er Militärkapellmeister beim Infanterie-Regiment Nr. 86 in Sarajevo, Bosnien. Weitere Stationen als Militärmusiker waren ab 1900 Budapest und ab 1910 Theresienstadt.
Fučíks Einzug der Gladiatoren ist auch bei Menschen, die den Komponisten sonst nicht kennen, als „Zirkusmarsch“ bekannt, da viele Zirkusorchester in aller Welt ihn bis heute als Ouvertüre einsetzen.

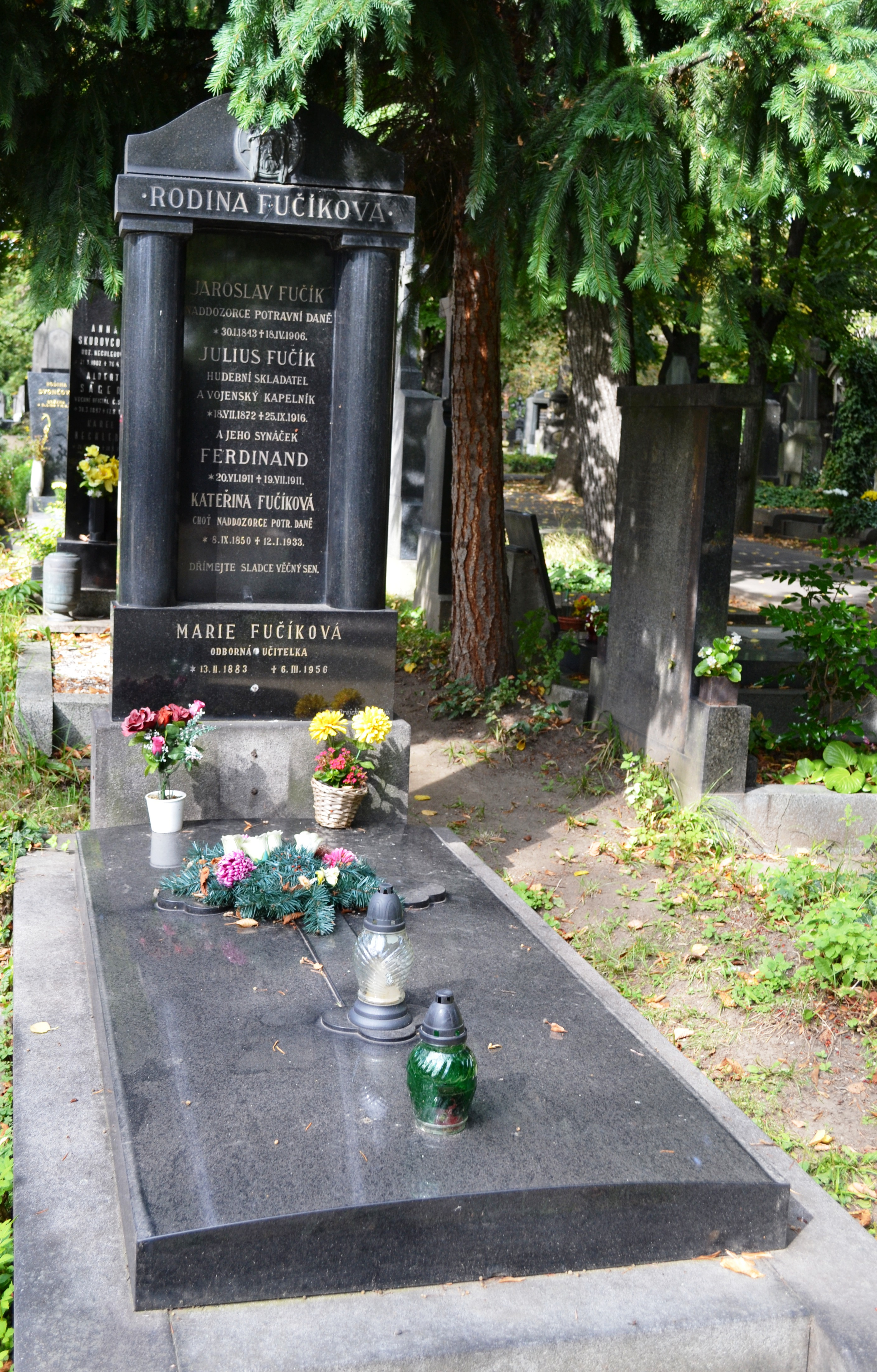
Fučíks Grab in Prag

Nach seiner Hochzeit wirkte Fučík ab 1913 in Berlin, wo er den Tempo-Verlag gründete, hauptsächlich kompositorisch. Mit seinen Kapellen gab er in Prag und Berlin Platzkonzerte vor über 10.000 Zuhörern. Fučík hinterließ nach seinem frühen Tod im Alter von 44 Jahren über 400 Kompositionen, darunter eine Messe und ein Requiem. Er wurde auf dem Friedhof Weinberge in Prag beigesetzt.
Julius Fučík war der Onkel des Schriftstellers und Journalisten Julius Fučík, der von den Nationalsozialisten in Berlin hingerichtet wurde.
In einem Zusammenhang mit Julius Fučík steht die Autaler Kirche bei Graz, da eine „großzügige Stiftung aus dem künstlerischen Nachlaß“ desselben für den 1933 errichteten Bau verwendet wurde. Daran erinnert eine Gedenktafel in der Kirche.

## Werke (Auswahl)

### Werke für Blasorchester
- Österreichs Ruhm und Ehre, Suite in 4 Sätzen op. 59
- Einzug der Gladiatoren op. 68 (im Englischen gelegentlich als „Thunders & Blazes“ bezeichnet)
- Traumideale (Sny Idealu), Walzer op. 69
- Triglav, Slowenischer Marsch op. 72
- Schneidig vor, Defiliermarsch op. 79
- Ungarischer Marsch op. 81
- Unter der Admiralsflagge, Marsch op. 82
- Il Soldato op. 92
- Magyar Indulo op. 97
- Concertino für Fagott op. 131
- Vom Donauufer, Walzer op. 137
- Amorettenreigen, Walzer-Intermezzo op. 145
- Sempre Avanti, Marsch op. 149
- Hercules, Marsch op. 156
- Die Regimentskinder, Marsch op. 169
- Fest und treu, Marsch op. 177
- Winterstürme, Walzer op. 184
- Der alte Brummbär für Fagott und Blasorchester op. 210
- Attila, Marsch op. 211Titelseite von Attila

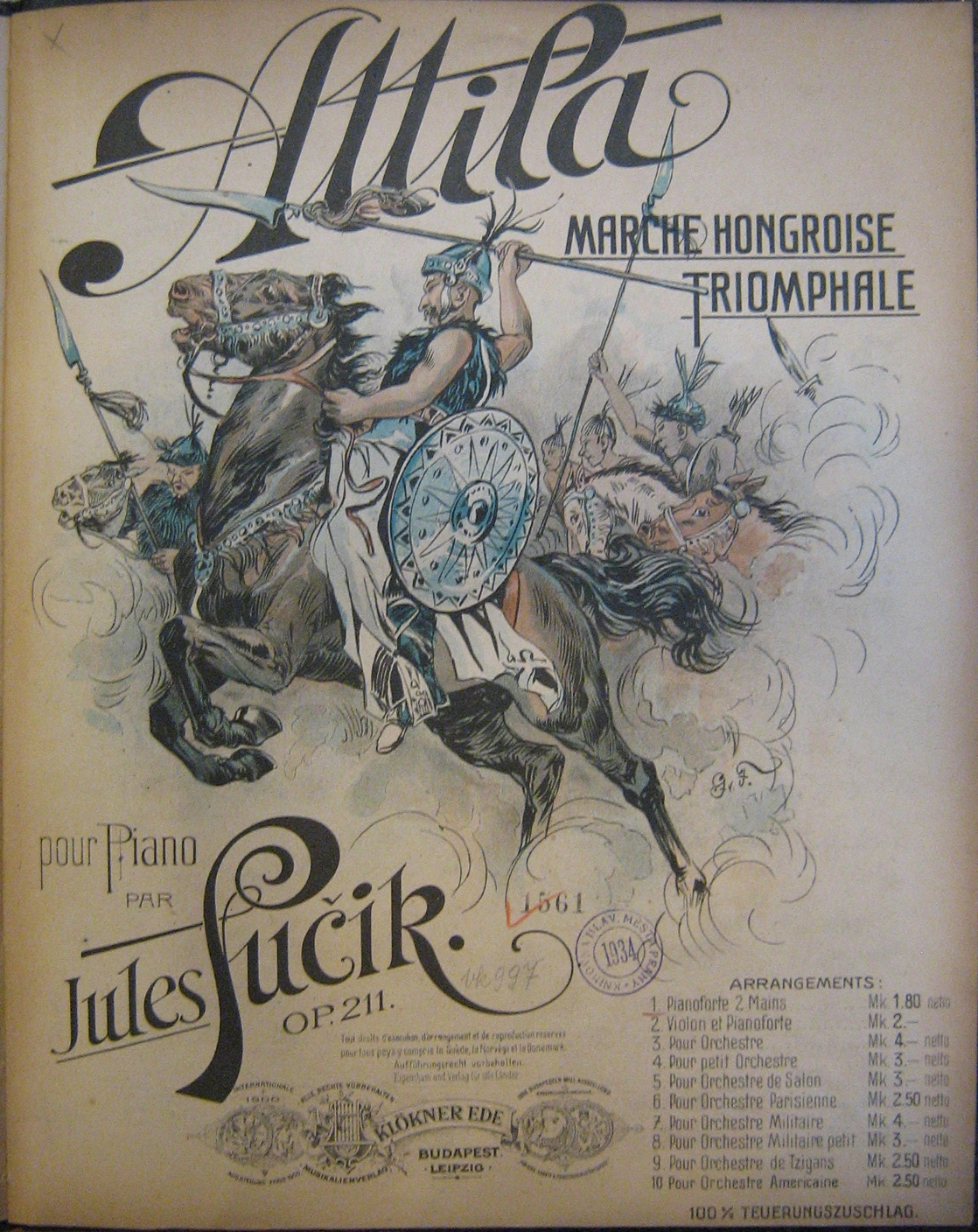
Titelseite von Attila

- Unvergessliche Stunden, Konzertwalzer op. 212
- Florentiner Marsch op. 214Florentiner Marsch
- Marinarella, Konzertouvertüre, op. 215
- Die lustigen Dorfschmiede (Veselí venkovští kováři), Marsch op. 218
- Salve Imperator, Marsch op. 224
- Ballettratten, Konzertwalzer op. 225
- Danubia, Marsch op. 229
- Donausagen, Walzer op. 233
- Hercegovac (Herzegowina), Marsch op. 235
- Husarenvedette, Marsch op. 236
- Onkel Teddy (Uncle Teddy), Marsch op. 239
- Furchtlos und Treu, Marsch op. 240
- Miramare, Ouvertüre op. 247
- St. Hubertus, Konzertouvertüre op. 250
- Vítězný meč (Das Siegesschwert), Marsch op. 260
- Leitmeritzer Schützenmarsch op. 261
- Einzug der Olympischen Meisterringer, Marsch op. 274
- Fanfarenklänge, Marsch op. 278
- Pax vobis, Trauermarsch op. 281
- Erinnerung an Trient, Konzertmarsch op. 287
- Sieges-Trophäen op. 297
- Gigantic (Gigantisch), Marsch op. 311
- Ballett-Ouvertüre op. 319
- Rechts schaut, Marsch

### Werke für Kammermusik
- Serenade in B-Dur op. 19 für zwei Klarinetten und Fagott
- Scherzo in c-Moll op. 25 für zwei Klarinetten und Fagott
- Rondo in B-Dur op. 26 für zwei Klarinetten und Fagott
- Symphonia Scandaleuse op. 29 für zwei Klarinetten und Fagott
- Die Gardinenpredigt (auch bekannt als Ehedialog), Burleske für Klarinette, Fagott und Klavier op. 268

### Werke für Klavier
- The world of the exhibition scanned for piano op. 216